# Krzysztof Szewczak
Krzysztof Henryk Szewczak (ur. 14 grudnia 1941 w Radomiu) – polski ekonomista i wykładowca, działacz społeczny, poseł na Sejm PRL IX kadencji.

## Życiorys
Syn Józefa i Genowefy z domu Darmas. W 1960 ukończył IV Liceum Ogólnokształcące im. Tytusa Chałubińskiego w Radomiu. W 1965 został absolwentem studiów magisterskich w Wyższej Szkole Ekonomicznej we Wrocławiu i podjął pracę w Zakładach Naprawczych Taboru Kolejowego w Radomiu, a w 1969 uzyskał zatrudnienie w Zjednoczeniu Przemysłu Wyrobów Odlewniczych. W 1976 uzyskał stopień naukowy doktora nauk ekonomicznych i został zatrudniony w radomskiej filii Politechniki Świętokrzyskiej, gdzie był m.in. wicedyrektorem Instytutu Ekonomiki i Organizacji, a następnie prodziekanem i dziekanem Wydziału Ekonomiki i Organizacji, dyrektorem Centrum Informatyki oraz kierownikiem Zakładu Ekonomiki Przemysłu, pracując tam do 1983. Od 1983 do 1986 był prezesem Oddziału Wojewódzkiego TNOiK w Radomiu. W latach 1986–1987 pełnił funkcję dyrektora Międzyresortowego Centrum Naukowego Eksploatacji Majątku Trwałego w Radomiu.
Od 1967 działał w Stronnictwie Demokratycznym, był m.in. przewodniczącym jego struktur miejskich i wojewódzkich w Radomiu oraz członkiem władz centralnych (od 1985 zasiadał w Centralnym Komitecie SD). Sprawował mandat radnego Miejskiej Rady Narodowej w Radomiu (1972–1984). W latach 1985–1989 pełnił mandat posła na Sejm PRL IX kadencji w okręgu Radom z ramienia SD. Zasiadał w Komisji Nauki i Postępu Technicznego, Komisji Przemysłu, Komisji Nadzwyczajnej do rozpatrzenia projektów ustaw związanych z realizacją drugiego etapu reformy gospodarczej, Komisji Współpracy Gospodarczej z Zagranicą oraz w Komisji Nadzwyczajnej do kontroli wdrażania programu realizacyjnego drugiego etapu reformy gospodarczej. Od 1987 do 1991 był dyrektorem generalnym w Ministerstwie Przemysłu.
W latach 1992–1993 był dyrektorem ds. handlowych w firmie „Solmat” Sp z o.o. w Mogielnicy, następnie do 1995 prezesem PH „Besar” Spółka z o.o. w Warszawie, a w 1996 doradcą prezesa Polskiego Funduszu Gwarancyjnego. W latach 1996–2001 był ekspertem w Powszechnym Banku Kredytowym, w 1997 ponadto przez miesiąc prezesem Elektrociepłowni „Radom” S.A.
Jako adiunkt zatrudniony był od 2002 w Katedrze Organizacji i Zarządzania Prywatnej Wyższej Szkoły Ochrony Środowiska w Radomiu i od 2008 w Wyższej Szkole Rozwoju Lokalnego w Żyrardowie, od 2010 zatrudniony jest w Warszawskiej Szkole Zarządzania – Szkole Wyższej w Warszawie. Jako ekonomista specjalizuje się w ekonomice przemysłu oraz teorii organizacji i zarządzania.

## Odznaczenia
- Krzyż Kawalerski Orderu Odrodzenia Polski (1985)
- Złoty Krzyż Zasługi (1978)
- Medal 40-lecia Polski Ludowej
- Medal Komisji Edukacji Narodowej (1979)
- Odznaka „Za zasługi dla województwa radomskiego”
- Odznaka „Zasłużony Działacz Frontu Jedności Narodu”
- Złoty Medal im. Jana Kilińskiego (1985)
- Medal im. Karola Adamieckiego (1987)
- nagroda Ministra Nauki, Szkolnictwa Wyższego i Techniki III stopnia (1980)
- nagroda Rektora Politechniki Świętokrzyskiej (1978)
- nagroda Rektora Wyższej Szkoły Inżynierskiej w Radomiu (1982)
- Srebrna Odznaka Honorowa PTE (1979)
- Srebrna Odznaka Honorowa TNOiK (1981)
- odznaka Izby Rzemieślniczej w Radomiu (1984)